# Erika Steinbach
Erika Steinbach, née Hermann, le 25 juillet 1943 à Rahmel en Pologne sous occupation allemande, est une femme politique allemande membre de l’Union chrétienne-démocrate (CDU).
Elle était présidente de la Fédération des expulsés (Bund der Vertriebenen – BdV) qui représente les réfugiés et les expulsés allemands des provinces orientales de l'Allemagne et d'Europe de l'Est après la Seconde Guerre mondiale.

## Biographie

### Origines et jeunesse
Erika Steinbach est la fille d'un aviateur (Wilhelm Karl Hermann) de la Luftwaffe (né à Hanau, Hesse, mais originaire de Haute-Silésie) et d'une fonctionnaire (Erika Hermann, née Grote) envoyée à Rahmel, alors occupée par l'Allemagne, pour intégrer le corps administratif allemand sur les territoires occupés. En janvier 1944, il est envoyé sur le front de l'Est.
En 1945, trois mois avant l'arrivée de l'Armée rouge, Erika Steinbach, alors âgée de deux ans, quitte Rahmel pour le Schleswig-Holstein, avec sa mère et un autre enfant de la famille. En 1948, la famille déménage à Berlin, où le grand-père de la jeune Erika est maire de l'un des districts de la ville.
En 1949, Wilhelm Karl Hermann revient de sa captivité en URSS. En 1950, la famille déménage à Hanau (Hesse). Erika y fait ses études et commence à étudier le violon. En 1967, elle a abandonné sa carrière musicale en raison d'un problème à un doigt.

### Mariage et travail
En 1972, elle épouse Helmut Steinbach, un chef d'orchestre symphonique de jeunes musiciens. Diplômée d'une école d'administration civile, elle s'installe avec son mari à Francfort-sur-le-Main, où elle a commencé à travailler pour un bureau communal d'évaluation.

### Carrière politique
Dans sa carrière politique, elle met en question la légitimité de la frontière germano-polonaise issue de la Seconde Guerre mondiale.

#### Comme militante de la CDU et comme députée
En 1974, elle rejoint la branche de Francfort de la CDU. En 1977, elle est élue conseillère municipale de la ville, poste qu'elle garde jusqu'en 1990. Elle est élue députée au Bundestag aux élections fédérales allemandes de 1990, représentant une des deux circonscriptions de Francfort. La même année, elle vote contre le traité établissant la frontière germano-polonaise. En 1997, elle critique la réconciliation diplomatique à propos des frontières germano-tchèques.
Depuis 2005, elle est membre de la commission parlementaire pour les droits de l'homme et l'aide humanitaire ainsi que la porte-parole de la CDU-CSU pour les questions similaires. Elle est aussi député-membre de la Commission à l'Intérieur. Depuis 2000, elle est membre du bord national de la CDU.
En 2009, il lui est proposé le poste de secrétaire d'État au sein du ministère fédéral de l'Éducation et de la Recherche, au sein du cabinet Merkel II, mais elle décline la proposition.
En 2017, elle quitte la CDU jugeant qu'Angela Merkel, en ouvrant les frontières à l’automne 2015, a violé le droit en vigueur. Pour elle, le droit d’asile a été détourné : « Une partie considérable des gens qui sont venus ne sont pas des réfugiés au sens de la convention sur les réfugiés de Genève. »

#### La Fédération des Expulsés
Erika Steinbach rejoint la Fédération allemande des expulsés en 1994. En mai 1998, elle en est élue présidente. Elle est réélue en 2000, 2002, 2004, 2006, 2008 et 2010. La Fédération des Expulsés compte 2 millions de membres, mais ce chiffre est contesté depuis janvier 2010 par l'agence de presse allemande DDP, qui fait état d'une adhésion effective de 550 000 personnes.
La loi fédérale allemande des expulsés (Bundesvertriebenengesetz, BVFG) de 1953 définit comme « expulsé » tous les ressortissants allemands et les Allemands d'origine ethnique vivant en dehors des frontières après la Seconde Guerre mondiale, ayant perdu leur résidence à cause de vols, d'expulsions liées ou du rétrécissement des frontières. Elle a pris ses distances de la Preußische Treuhand, qui milite pour la restitution des biens allemands en Pologne.
Le 4 mars 2009, la Fédération des Expulsés a décidé de ne pas renommer Erika Steinbach au conseil d'administration et de laisser le siège de président vacant, après que le Parti social-démocrate (SPD) a menacé d'opposer son veto à sa nomination. Mais le 19 octobre 2009, après la défaite du SPD aux élections législatives et son remplacement au gouvernement par une coalition libérale-conservatrice dominée par le parti d'Erika Steinbach, elle annonce son intention de se représenter à sa réellection. Toutefois, les objections à son encontre ont ensuite été également soulevé par le nouveau ministre des Affaires étrangères, Guido Westerwelle, du parti libéral FDP. Cependant, soutenue par son propre parti et sa branche du CSU, qui ont tous deux appelé Guido Westerwelle à renoncer à ses critiques, elle est réélue.

#### Le centre contre les expulsions
Erika Steinbach est le fondateur, avec Peter Glotz, de la Fondation du Centre contre les expulsions (Zentrum gegen Vertreibungen), qui travaille à créer un musée pour les victimes de « vol, déplacements, réinstallations forcées et des déportations dans le monde entier lors du siècle dernier », un projet du gouvernement fédéral allemand mené à l'initiative de la Fédération des Expulsés. Le musée contient une exposition permanente sur les documents liés aux expulsions, y compris l'expulsion des Allemands après la Seconde Guerre mondiale.
En 2006, elle participe à une exposition sur les expulsions en Europe au XXe siècle. L'exposition traite de l'expulsion des Allemands, des Arméniens, des Polonais, des Turcs, des Grecs, des Lettons, des Caréliens, des Ukrainiens, des Italiens ainsi que d'autres peuples.

#### Autres activités
En tant que porte-parole de la CDU-CSU, pour les droits de l'Homme, Erika Steinbach est impliquée dans un certain nombre d'activités de promotion des droits de l'Homme dans le monde. Elle a notamment été conférencière-experte à la conférence internationale de Cuba de la Société internationale pour les droits de l'homme, en 2006.
En collaboration avec Peter Glotz, elle a été l'initiateur principal du « prix Franz Werfel pour les droits de l'homme », et sert en tant que membre du jury avec entre autres Otto von Habsburg, Klaus Hänsch et Otto Graf Lambsdorff. Il est décerné tous les deux ans, depuis 2003, en l'église Saint-Paul de Francfort. Le lauréat 2009 était Herta Müller.
Elle est membre du Goethe-Institut de 1994 à 2002. Elle est également membre du Verein Deutsche Sprache.

### Positions politiques
Erika Steinbach est considérée comme conservatrice dans la plupart des domaines de la politique, au sein de la CDU. Son travail en tant que députée se concentre sur les droits de l'Homme ; elle est ainsi une critique sévère des régimes communistes actuels violant ouvertement les droits de l'Homme dans les pays communistes du monde entier.
Elle est une fervente partisane du processus d'intégration européenne. Elle souscrit à la Charte des expulsés allemands, d'août 1950. Elle est opposée à l'avortement et au mariage homosexuel.

### Perception à l'étranger
Paradoxalement, Erika Steinbach est beaucoup plus connue en Pologne et en République tchèque qu'en Allemagne. L'importance politique de la Fédération des Expulsés dans la politique allemande est en effet surestimé par la Pologne et la République tchèque en raison, a contrario de sa présence dans les médias de ces deux pays.

#### Critique en Pologne
Les déclarations publiques d'Erika Steinbach ont été critiquées pour avoir causé une détérioration des relations germano-polonaises. Cette controverse l'a conduite à être mal vue en Pologne, où le Centre contre les expulsions est parfois abusivement associé avec le nazisme. Ainsi, en 2003, le magazine Wprost présente un montage du chancelier Gerhard Schröder portant un uniforme de la SS. En 2007, la Gazeta Wyborcza, un journal populaire en Pologne, présente Erika Steinbach comme une héritière des chevaliers teutoniques et des nazis, et a rappelé les compensations de guerre jamais payées par l'Allemagne à la Pologne.
En février 2009, l'ambassadeur de Pologne en Allemagne, Marek Prawda, le ministre des Affaires étrangères Radoslaw Sikorski et le Premier ministre Donald Tusk ont exprimé leur malaise face à la nomination d'Erika Steinbach au conseil d'administration du Centre contre les expulsions. En Allemagne, ces critiques ont été perçues comme faisant partie d'une campagne anti-allemande dans laquelle Erika Steinbach est devenue un bouc émissaire.

#### Une conférence controversée
En mai 2008, Erika Steinbach a commencé une série de conférences sur la « colonisation allemande dans l'Est de l'Europe centrale » à l'université de Potsdam. Cependant des manifestations d'étudiants d'extrême gauche ont violemment perturbé ses cours. Le 11 juin, une réunion plénière du conseil des élèves a réaffirmé (par 146 voix contre 7) la volonté de poursuivre ces cours, si nécessaire sous protection policière. Le maire, soutenu par plusieurs partis politiques, a exprimé son mécontentement sur l'incident.

## Distinction
Le 9 juillet 2009, elle est décorée de l'ordre bavarois du Mérite, par le ministre-président bavarois Horst Seehofer, pour son travail en faveur des droits des victimes d'expulsion.

## Sources
- (en) Cet article est partiellement ou en totalité issu de l’article de Wikipédia en anglais intitulé « Erika Steinbach » (voir la liste des auteurs).